# Matti Järvinen
Matti Järvinen (finès: Matti Henrikki Järvinen)  (Tampere, 18 de febrer de 1909 - Hèlsinki, 22 de juliol de 1985) va ser un atleta finlandès, especialista en el llançament de javelina, que va competir durant les dècades de 1930 i 1940. És fill de Verner Järvinen i germà d'Akilles Järvinen i Kalle Järvinen.
El 1932 va prendre part en els Jocs Olímpics d'Estiu de Los Angeles, on guanyà la medalla d'or en la prova del llançament de javelina del programa d'atletisme. En la final superà als seus compatriotes Matti Sippala i Eino Penttilä i aconseguí un nou rècord olímpic. Quatre anys més tard, als Jocs de Berlín, fou cinquè en la mateixa prova.
En el seu palmarès també destaquen dues medalles d'or en el llançament de javelina al Campionat d'Europa d'atletisme de 1934 i 1938. Entre 1930 i 1936 millorà el rècord del món de javelina en 10 ocasions, passant dels 71,57 metres el 1930 a 77,23 metres el 1936.

## Millors marques
- Llançament de javelina. 77,23 metres (1936)[4]